# Алпар (име)
Олпар (мађ:Alpár) је старо оригинално мађарско мушко име. Значење му је херој. У данашње време се веома мало користи.

## Имендани
- 2. јануар
- 27. март
- 5. септембар

## Познате личности
- Нема забележака о познатима,
- Алпар - (Alpár), једно село у мађарској носи ово име.